# 宮本佳那子
宮本 佳那子（みやもと かなこ、1989年11月4日 - ）は、日本の声優、歌手、女優。茨城県土浦市出身。アクセルワン所属。

## 来歴
小学4年生の時に母親の勧めで、東映アカデミーの養成所に入所。初出演は教育映画『小学生の交通安全〜危険マップを作ろう〜』で、その後も『赤毛のアン』ルビー役やガールズミュージカル『東京メッツ』リトルメッツでの活動など、舞台やミュージカルなどにも多数出演。
コーラス・グループ「ヤング・フレッシュ」に所属し、テレビアニメ「プリキュアシリーズ」の楽曲などにコーラスで参加。2007年2月より放送開始されたテレビアニメ『Yes!プリキュア5』の前期エンディングテーマ「キラキラしちゃってMy True Love!」にて、ソロの歌手としてのデビューを果たす。同作品ではこれに続けて、後期エンディングテーマ「ガンバランスdeダンス〜夢見る奇跡たち〜」も担当し、第40話では本人役としてゲスト出演を果たしている。さらに、劇場版アニメ『映画 Yes!プリキュア5 鏡の国のミラクル大冒険!』においても、ピンキー役としてゲスト出演した。
2009年からは声優業も本格的に始めるようになり、2011年の『マイの魔法と家庭の日』の立海マイ役で初主演。2013年にはこれまで主に歌手として何度か携わっていた『プリキュアシリーズ』の新作『ドキドキ!プリキュア』にて、剣崎真琴/キュアソード役で出演。それと平行して2008年10月の「あにまーとないと2008」（赤坂グラフィティ）への出演を皮切りに、ライブ活動も本格化させている。
2010年4月より子供番組『キッズ劇場!!』（テレビ神奈川制作）に出演し、進行役および歌のお姉さんを務める。2012年4月より、初の冠ラジオ番組『宮本佳那子×高橋秀幸の生っちゃライブ♪ショー』を開始。
2010年12月、初のオリジナルミニアルバム『Harmony』をリリース。2014年2月12日に自身名義初のフルアルバムをリリース。
桐朋学園芸術短期大学演劇専攻ミュージカル科卒業。
2014年2月7日、前年末から続いている体調不良により、期限を定めない形で長期活動休止を発表。その後活動休止から1年を超えた2015年3月23日に東映マネージメント公式サイトでコメントを発表、「全快とは言えない状態だが確実に回復に向かっている」「みなさんに会いたい一心でもう一度チャレンジしていきたいと決心出来た」と、回復の途上にあることや復帰の意欲があることを明らかにした。同年7月13日より活動を再開すると発表し、東映マネージメントから東映東京撮影所に移籍、2016年5月9日付でアクセルワンに移籍した。
2015年11月にライブハウスを中心に歌唱活動を再開し、『きんだーてれび』などで徐々に声優としても復帰し、2017年2月5日から放映のプリキュアシリーズ第14作『キラキラ☆プリキュアアラモード』のエンディングテーマ『レッツ・ラ・クッキン☆ショータイム』を担当することが発表され、9年ぶりにプリキュアシリーズ主題歌も提供した。2018年2月4日放送開始の『HUGっと!プリキュア』では初めてシリーズOP主題歌を担当した。2022年までに、プリキュアシリーズの本編オープニング1曲・本編エンディング7曲や、イメージソングや剣崎真琴/キュアソード名義での挿入歌・キャラクターソングのほか、映画版でも主題歌・挿入歌を複数歌唱している。
2019年2月11日に8歳年上の一般人男性と結婚、2020年7月17日に第1子の出産をブログで報告した。2024年11月9日には第2子の出産をブログで報告した。

## 人物
音域は下G - D上。
ニックネームは、2008年3月に公式blog上で募集した結果「かなちゃん」に決定した。他にも『まんがーる！』での「かなちょ」、『たまゆら』での「こかなち」など、様々なニックネームが存在する。
趣味は乗馬、裁縫、ゴルフ、旅行、写真など。特技はダンス、バレエ、タップダンスなど。乗馬経験もあり、全国乗馬倶楽部振興協会4級の資格を所持している。2015年（平成17年）に保育士試験に合格した。好きな食べ物はチョコレートと白玉。しかし、あんこは苦手である。キノコも苦手としている。
2011年から公募予備自衛官である。2023年7月1日付けで予備三等陸曹（技能・保育士）。両親とも元自衛官であり、父親は高位の幹部自衛官を務めていた。

## 休業中の代役
宮本の休業中、代役を務めた人物は以下の通り。
- 加隈亜衣 - 『アイカツ!』：音城ノエル
  - 復帰する前に最終回を迎え途中降板となった。後続のシリーズでも復帰せず、加隈が引き続き担当している。
- 村中知 - 『ロボットガールズZ』：グロッサムX2（ドラマCD・ゲーム）

## 出演
太字はメインキャラクター。

### テレビアニメ
2007年
- Yes!プリキュア5（宮本佳那子〈本人役〉）

2009年
- あにゃまる探偵 キルミンずぅ（宮部カスミ）

2010年
- クッキンアイドル アイ!マイ!まいん!（姫小路レイア）

2011年
- おじゃる丸（2011年 - 2013年、トモエ、イモ子、ミツコ）
- それいけ!アンパンマン（2011年 - 2023年、ネコミ〈24代目〉、ナポリタンロールちゃん）
- たまゆら（2011年 - 2013年、沢渡香） - 2シリーズ
- マイの魔法と家庭の日（立海マイ）
- ラストエグザイル-銀翼のファム-（ルネ）

2012年
- エウレカセブンAO（アラタ・ナル）
- 絶園のテンペスト（子供B）
- 探検ドリランド（ミコト）
- トリコ（2012年 - 2013年、少女、少年）

2013年
- RDG レッドデータガール（渡辺あゆみ）
- アイカツ!（音城ノエル〈初代〉）
- 絶園のテンペスト（ミキ）
- 探検ドリランド -1000年の真宝-（シャッキ、ミコト）
- ドキドキ!プリキュア（剣崎真琴 / キュアソード）
- 幕末義人伝 浪漫（お凛、幾島）
- ぴっちぴち♪しずくちゃん（ロゼちゃん）
- まんがーる!（佐々山はな）
- ルパン三世 princess of the breeze 〜隠された空中都市〜（ラーシャ）

2014年
- ロボットガールズZ（グロッサムX2）
- ハピネスチャージプリキュア!（キュアソード）

2016年
- きんだーてれび（きんだーちゃん / 宮本佳那子、カン太）

2017年
- デジモンユニバース アプリモンスターズ（初海）
- 妖怪ウォッチ（ウッフンバイオレット）
- プリンセス・プリンシパル（リタ）
- キラキラ☆プリキュアアラモード（かなこ）

2018年
- はねバド!（笹下ミキ）
- SSSS.GRIDMAN（古間） - 2023年に劇場総集編公開

2020年
- マギアレコード 魔法少女まどか☆マギカ外伝（黒羽根）
- 本好きの下剋上 司書になるためには手段を選んでいられません（2020年 - 2022年、リコ） - 2シリーズ

### 劇場アニメ
2007年
- Yes!プリキュア5 鏡の国のミラクル大冒険!（ピンキー）

2012年
- 伏 鉄砲娘の捕物帳（冥土）

2013年
- 映画 ドキドキ!プリキュア マナ結婚!!?未来につなぐ希望のドレス（剣崎真琴 / キュアソード）
- 映画 プリキュアオールスターズNewStage2 こころのともだち（剣崎真琴 / キュアソード）

2014年
- 映画 プリキュアオールスターズNewStage3 永遠のともだち（剣崎真琴 / キュアソード）

2016年
- 映画 プリキュアオールスターズ みんなで歌う♪奇跡の魔法!（剣崎真琴 / キュアソード）

2018年
- 映画 HUGっと!プリキュア♡ふたりはプリキュア オールスターズメモリーズ（剣崎真琴 / キュアソード）

### Webアニメ
- エウレカセブンAO「ロード・ドント・スロー・ミー・ダウン」（2017年、ナル[43]）
- 紅き大魚の伝説（2018年[44]）
- うごく!ねこむかしばなし（2025年、ミケネコ[45]）

### OVA
- たまゆら（2010年、沢渡香）
  - たまゆら〜卒業写真〜（2015年、沢渡香[46]）

### ゲーム
- ゴッドイーターバースト（2010年、プレイヤーボイス）
- ヒーローズプレイスメント（2014年、三瓶夢希）
- 御城プロジェクト:RE（2016年、オレンジ城）
- プリキュア つながるぱずるん（2017年、剣崎真琴 / キュアソード）
- モン娘☆は〜れむ（2017年、カトレア[47]）
- グリムノーツ Repage（2018年 - 、マリー・アントワネット、カオス・マリー[48][49]）
- ゲシュタルト・オーディン（2018年、五十鈴アリア[50]）

### アプリ
- ドキドキ! プリキュア さわっておしゃべり♪（剣崎真琴 / キュアソード）

### 吹き替え

#### 映画
- Be With You 〜いま、会いにゆきます（ジホ〈キム・ジファン〉）

#### ドラマ
- クープ&キャミ どっちがイイ?（オリー〈パクストン・ブース〉）
- TITANS/タイタンズ（ニュークリアファミリー・シス[51]）
- ハンナ・モンタナ forever（キャミー、チェルシー）

#### 海外アニメ
- 紅き大魚の伝説
- ヒルダの冒険（フリーダ〈アメーラ・ファルゾン＝オジョ〉）
- 悪魔城ドラキュラ -キャッスルヴァニア-（ヴァンパイアハンター・スミ）
- ギガントサウルス（マーシュ）

### ラジオ番組
- サントリー・サタデー・ウェイティング・バー（TOKYO FM：2011年12月3日） 予備自衛官補としての訓練の模様について語る。
- 寿美菜子と宮本佳那子のふせらじ!（音泉：2012年9月14日 - 10月26日）[52][53]
  - ふせらじ!（音泉：2013年4月12日 - 5月17日）[54]
- M@N☆GIRL!のラジオDEまんがーる!（超!A&G+：2013年1月5日 - 3月30日）
- 宮本佳那子×高橋秀幸の生っちゃライブ♪ショー（レインボータウンエフエム放送、2012年4月[55] - 2013年11月[56][57][58][59][60]）

### テレビ番組
- キッズ劇場!!（テレビ神奈川、2010年4月 - 9月）歌のお姉さん「かなちゃん」
  - キッズ劇場Neo（テレビ神奈川、2010年10月 - 2012年6月）
  - キッズ劇場ピース（テレビ神奈川、2012年7月 - 2014年2月）
- アニぱら音楽館（キッズステーション、2014年2月 - ）[61]

### テレビドラマ
- 美少女戦士セーラームーン（2004年）
- 仮面ライダー響鬼（2005年）
- 地獄少女（2006年）西野ひかり 役
- ひめゆり隊と同じ戦火を生きた少女の記録 最後のナイチンゲール（2006年）喜舎場ハル 役
- 月曜ゴールデン「医師・円城寺修2・恨みの報酬」（2012年）あずさ 役

### 映画
- HINOKIO（2005年）
- 同じ月を見ている（2005年）
- 蒼き狼（2007年）ポルテ（子供時代の声） 役
- 俺は、君のためにこそ死ににいく（2007年）市来 役

### 舞台
- 国連クラシックライブ「赤毛のアン」（2000年）ルビー 役
- 芸術座「悪女について」（2001年）尾藤雪子 役
- ガールズミュージカルチーム、東京メッツ リトルメッツ（2003年）
- シアターコクーン 谷村有美シアトリカルコンサート「六月の雨」（2004年）レイニーシスターズ
- 博品館「ファミリーミュージカル ココスマイル4〜金星のステージ〜」（2005年）堤歌歩 役
- 青春のヒューマンステージ（2006年）美和 役
- Yes!プリキュア5 ミュージカルショー（2007年）
- Yes!プリキュア5 GoGo!ミュージカルショー（2008年）
- 本多劇場「劇団鳥獣戯画　戦場のシェイクスピアその壱 国盗り嫁娶り案山子合戦』（2011年）お恭 役
- 俳優座、相鉄本多劇場「ポチッとな。 〜Switching On Summer〜」（2012年）長谷川絵梨 役
- 俳優座劇場「コミックス☆GOGO」（2012年）望月香織 役
- ドキドキ!プリキュア ミュージカルショー♪ 〜アニマルランドでだいぼうけん!〜（2013年）剣崎真琴 / キュアソード 役
- 吉祥寺シアター「鬼切丸」（2013年）みどり 役

### CM
- tvkハウジングプラザ横浜（2014年）

## ディスコグラフィ

### シングル
- プリキュア5、スマイル go go!/キラキラしちゃって My True Love!（2007年3月7日 / マーベラスエンターテイメント）
  - 02)キラキラしちゃってMy True Love! - 『Yes!プリキュア5』前期エンディングテーマ
- ガンバランスdeダンス〜夢みる奇跡たち〜（2007年10月3日 / マーベラスエンターテイメント）
  - 01)ガンバランスdeダンス〜夢見る奇跡たち〜（withぷりきゅあ5） - 『Yes!プリキュア5』後期エンディングテーマ
- はたらキッズ マイハム組 主題歌（2007年12月19日 / コロムビアミュージックエンタテインメント）
  - 02)なーれ なーれ マイ マイスター！（withヤング・フレッシュ） - 『はたらキッズ マイハム組』エンディングテーマ
- プリキュア5、フル・スロットル GO GO!/手と手つないでハートもリンク!!（2008年2月6日 / マーベラスエンターテイメント）
  - 02)手と手つないでハートもリンク!!（withヤング・フレッシュ） - 『Yes!プリキュア5GoGo!』前期エンディングテーマ
- ガンバランスdeダンス〜希望のリレー〜/プリキュアモードにSWITCH ON!（2008年9月10日 / マーベラスエンターテイメント）
  - 01)ガンバランスdeダンス〜希望のリレー〜（キュア・カルテット=with五條真由美・うちやえゆか・工藤真由） - 『Yes!プリキュア5GoGo!』後期エンディングテーマ
  - 02)プリキュアモードにSWITCH ON!（キュア・カルテット） - プリキュアシリーズ5周年記念ソング
- クプ〜!!まめゴマ! 主題歌（2009年4月22日 / コロムビアミュージックエンタテインメント）
  - 01)サンキュ！は I LOVE YOU - 『クプ〜!!まめゴマ!』オープニングテーマ
- キラキラkawaii!プリキュア大集合♪〜いのちの花〜/ありがとうがいっぱい（2011年4月6日 / マーベラスエンターテイメント）
  - 02)ありがとうがいっぱい（キュア・レインボーズ=with五條真由美・うちやえゆか・工藤真由・茂家瑞季・林桃子・池田彩 / コーラス：ヤング・フレッシュ）
  - 03)ありがとうがいっぱい（映画version）（キュア・レインボーズ with プリキュアオールスターズ21[注 2]） - 『映画 プリキュアオールスターズDX3 未来にとどけ! 世界をつなぐ☆虹色の花』エンディングテーマ
- SHINE!! キラキラ☆プリキュアアラモード/レッツ・ラ・クッキン☆ショータイム（2017年3月1日 / マーベラス）
  - 02)レッツ・ラ・クッキン☆ショータイム - 『キラキラ☆プリキュアアラモード』前期エンディングテーマ
- シュビドゥビ☆スイーツタイム/勇気が君を待ってる（2017年8月23日 / マーベラス）
  - 01)シュビドゥビ☆スイーツタイム - 『キラキラ☆プリキュアアラモード』後期エンディングテーマ
- トレビアンサンブル!!/メモワール・ミルフィーユ（2017年10月25日 / マーベラス）
  - 01)トレビアンサンブル!!（駒形友梨＆宮本佳那子） - 『映画 キラキラ☆プリキュアアラモード パリッと!想い出のミルフィーユ!』エンディングテーマ
- We can!! HUGっと!プリキュア/HUGっと!未来☆ドリーマー（2018年3月7日 / マーベラス）
  - 01)We can!! HUGっと!プリキュア - 『HUGっと!プリキュア』オープニングテーマ
- 明日笑顔になぁれ!/七色の世界（2018年3月14日 / マーベラス）
  - 02)七色の世界 - 『映画 プリキュアスーパースターズ!』エンディングテーマ
- DANZEN! ふたりはプリキュア〜唯一無二の光たち〜（2018年10月24日 / マーベラス）
  - 02)リワインドメモリー（五條真由美・宮本佳那子） - 『映画 HUGっと!プリキュア♡ふたりはプリキュア オールスターズメモリーズ』挿入歌
- WINくる!プリキュアミラクルユニバース☆/プリキュア!カナYell☆ミラクル（2019年3月13日 / マーベラス）
  - 02)プリキュア!カナYell☆ミラクル - 『映画 プリキュアミラクルユニバース』オープニングテーマ
- エビバディ☆ヒーリングッデイ！（2020年9月9日 / マーベラス）
  - 01)エビバディ☆ヒーリングッデイ！ - 『ヒーリングっど♥プリキュア』後期エンディングテーマ
  - 02)Let's手と手でキュン！（北川理恵・Machico・宮本佳那子） - 『ヒーリングっど♥プリキュア』イメージソング

### アルバム・ミニアルバム
- Harmony（2010年12月7日 / WEST SUNSET RECORDS）
  1. private piece「神さまお願い」
  2. 初恋〜きみのこと想ってる〜
  3. private piece「愛とは何ですか」
  4. それもハーモニー
- ありがとうのうた 〜ここにいるよ（2014年2月12日 / 日本コロムビア）[62]
  1. たんぽぽ
  2. 笑顔のひだまり
『tvkハウジングプラザ横浜』CMソング
  3. HOME
  4. 星の浜辺
  5. あいのいろ
  6. ビタミンLOVE
『キッズ劇場ピース』エンディングテーマ
  7. Special day
  8. My Graduation
  9. 素顔のままで
  10. ここにいるよ
  11. ありがとうのうた
  12. おはようピース 
『キッズ劇場ピース』オープニングテーマ
- Dear my past self（2018年8月8日 / マーベラス）

### コンピレーション
- Yes！プリキュア5 Vocalアルバム1 〜青春乙女LOVE&DREAM〜（2007年8月10日 / マーベラスエンターテイメント）
  - 05)だぶるぴーす
  - 10)キラキラしちゃって My True Love！ - 『Yes!プリキュア5』前期エンディングテーマ
- Yes！プリキュア5 オリジナル・サウンドトラック1 プリキュア・サウンド・ドリーム!!（2007年9月12日 / マーベラスエンターテイメント）
  - 38)キラキラしちゃって My True Love （TV size） - 『Yes!プリキュア5』前期エンディングテーマ
- Yes！プリキュア5 Vocal アルバム2 〜VOCAL EXPLOSION！〜（2007年11月9日 / マーベラスエンターテイメント）
  - 10)ガンバランスdeダンス〜夢見る奇跡たち〜 - 『Yes!プリキュア5』後期エンディングテーマ
- Yes！プリキュア5　オリジナル・サウンドトラック2 サウンド・ミラクル・シュート!!（2008年1月30日 / マーベラスエンターテイメント）
  - 33)ガンバランスdeダンス〜夢みる奇跡たち〜（TV size） - 『Yes!プリキュア5』後期エンディングテーマ
- 映画Yes！プリキュア5 鏡の国のミラクル大冒険！オリジナル・サウンドトラック（2008年1月30日 / マーベラスエンターテイメント）
  - 26)ガンバランスdeダンス〜夢みる奇跡たち〜（映画version） - 映画『Yes!プリキュア5 鏡の国のミラクル大冒険!』エンディングテーマ
- CDツイン みんなだいすき！こどものうた（2008年2月20日 / コロムビアミュージックエンタテインメント）
  - Disk1-05)たまごっち[注 3]（with関口瑛美、富岡有輝）
- Yes！プリキュア5 ボーカルベスト!!（2008年3月26日 / マーベラスエンターテイメント）
  - 08)キラキラしちゃって My True Love！ - 『Yes!プリキュア5』前期エンディングテーマ
  - 13)ガンバランスdeダンス〜夢見る奇跡たち〜 - 『Yes!プリキュア5』後期エンディングテーマ
- はたらキッズ マイハム組 オリジナルサウンドトラック（2008年7月30日 / コロムビアミュージックエンタテインメント）
  - 11) なーれ なーれ マイ マイスター!（TVサイズ 3番バージョン）
  - 27) なーれ なーれ マイ マイスター!（TVサイズ 2番バージョン）
  - 39) なーれ なーれ マイ マイスター!（TVサイズ 1番バージョン）
    - 『はたらキッズ マイハム組』エンディングテーマ
- Yes！プリキュア5GoGo! ボーカルアルバム1 My dear friend〜プリキュアからの招待状〜（2008年8月6日 / マーベラスエンターテイメント
  - 02) グルグル・マジ？カル・パスポート
  - 11) 手と手つないでハートもリンク!! - 『Yes!プリキュア5GoGo!』前期エンディングテーマ
- プリキュア5th ANNIVERSARY プリキュアボーカルBOX1〜光の章〜（2008年8月6日 / マーベラスエンターテイメント）
  - Disk1-12) ゲッチュウ！らぶらぶぅ?!【宮本佳那子ver.】[注 4]
  - Disk4-09) だぶるぴーす
  - Disk4-13) キラキラしちゃって My True Love！ - 『Yes!プリキュア5』前期エンディングテーマ
  - Disk5-02) グルグル・マジ？カル・パスポート
  - Disk5-11) 手と手つないでハートもリンク!! - 『Yes!プリキュア5GoGo!』前期エンディングテーマ
- Yes!プリキュア5GoGo! オリジナルサウンドトラック1 プリキュア・サウンド・シューティングスター!!（2008年9月3日 / マーベラスエンターテイメント）
  - 28) 手と手つないでハートもリンク！！（TV size） - 『Yes!プリキュア5GoGo!』前期エンディングテーマ
- TVこどものうた 女の子向き（2008年11月19日 / コロムビアミュージックエンタテインメント）
  - 08) たまごっち[注 3]（with関口瑛美、富岡有輝）
- Yes！プリキュア5GoGo! ボーカルアルバム2 SWITCH ON！〜そして、世界は拡がっていく〜（2008年12月3日 / マーベラスエンターテイメント）
  - 03) スマイル！
  - 06) プリキュアモードにSWITCH ON!（キュア・カルテット） - プリキュアシリーズ5周年記念ソング
  - 10) ガンバランスdeダンス〜希望のリレー〜（キュア・カルテット） - 『Yes!プリキュア5GoGo!』後期エンディングテーマ
- プリキュア5th ANNIVERSARY プリキュアボーカルBOX2〜希望の章〜（2008年12月3日 / マーベラスエンターテイメント）
  - Disc1-12) ムリムリ!?ありあり!!IN じゃぁな〜い?!【宮本佳那子ver.】[注 5]
  - Disc4-13) ガンバランスdeダンス〜夢みる奇跡たち〜 - 『Yes！プリキュア5』後期エンディングテーマ
  - Disc5-03) スマイル！
  - Disc5-06) プリキュアモードにSWITCH ON!（キュア・カルテット） - プリキュアシリーズ5周年記念ソング
  - Disc5-10) ガンバランスdeダンス〜希望のリレー〜（キュア・カルテット） - 『Yes!プリキュア5GoGo!』後期エンディングテーマ
- Yes！プリキュア5GoGo！オリジナル・サウンドトラック2プリキュア・サウンド・フルーレ！！（2009年1月28日 / マーベラスエンターテイメント）
  - 24) ガンバランスdeダンス〜希望のリレー〜（TV size）（キュア・カルテット） - 『Yes!プリキュア5GoGo!』後期エンディングテーマ
- ハッピー！ソング コレクション（2009年3月18日 / ポニーキャニオン）
  - 15) ぼくをのせて - CSキッズステーション「ハッピー!クラッピー」2008年10月の歌
- Yes!プリキュア5GoGo! ボーカルベスト!（2009年4月3日 / マーベラスエンターテイメント）
  - 09) 手と手つないでハートもリンク! - 『Yes！プリキュア5GoGo!』前期エンディングテーマ
  - 14) ガンバランスdeダンス〜希望のリレー〜（キュア・カルテット） - 『Yes!プリキュア5GoGo!』後期エンディングテーマ
  - 16)プリキュア5、フルスロットルGOGO!【キュア・カルテットver.】[注 6]（キュア・カルテット）
- コロちゃんパック クプ〜!!まめゴマ!（2009年5月20日 / コロムビアミュージックエンタテインメント）
  - 01) サンキュ！は I LOVE YOU - 『クプ〜!!まめゴマ!』オープニングテーマ
- クプ〜!!まめゴマ! オリジナルアルバム Day off Music♪きみといっしょなら♪（2009年6月24日 / コロムビアミュージックエンタテインメント）
  - 12) サンキュ！は I LOVE YOU - 『クプ〜!!まめゴマ!』オープニングテーマ
- CDツイン 親子で楽しもう♪テレビアニメ・ヒーローのうた!（2009年6月24日 / コロムビアミュージックエンタテインメント）
  - Disk1-15) サンキュ!は I LOVE YOU - 『クプ〜!!まめゴマ!』オープニングテーマ
- コロちゃんパック クプ〜!!まめゴマ!2（2009年7月29日 / コロムビアミュージックエンタテインメント）
  - 01) サンキュ！は I LOVE YOU - 『クプ〜!!まめゴマ!』オープニングテーマ
  - 04) おさんぽのうた
- テレビこどものうた! 女の子向き（2009年8月19日 / コロムビアミュージックエンタテインメント）
  - 14) サンキュ！は I LOVE YOU - 『クプ〜!!まめゴマ!』オープニングテーマ
- クプ〜!!まめゴマ! ソングアルバム　Happy Little Songs〜君に出会えた日の歌〜（2009年9月9日 / コロムビアミュージックエンタテインメント）
  - 01) おさんぽのうた
  - 04) サンキュ！は I LOVE YOU - 『クプ〜!!まめゴマ!』オープニングテーマ
- プリキュア映画主題歌コレクション（2011年2月16日 / マーベラスエンターテイメント）
  - Disc1-09)ガンバランスdeダンス〜夢見る奇跡たち〜（with ぷりきゅあ5） - 『映画 Yes!プリキュア5 鏡の国のミラクル大冒険!』エンディングテーマ
- 2011 うんどう会(1) キッズたいそう〜ぼくのミックスジュース（2011年3月2日 / 日本コロムビア）
  - 07)サンキュ！はI LOVE YOU - 『クプ〜!!まめゴマ!』オープニングテーマ
  - 08)スマイル[注 7]（withヤング・フレッシュ）
- 2011 うんどう会(2)　ぐるりんちょサンバ（2011年3月2日 / 日本コロムビア）
  - 01)ぐるりんちょサンバ（withヤング・フレッシュ）
- 映画プリキュアオールスターズDX3 未来にとどけ！ 世界をつなぐ☆虹色の花 オリジナル・サウンドトラック（2011年4月6日 / マーベラスエンターテイメント）
  - 37)ありがとうがいっぱい（映画version）（キュア・レインボーズ　with プリキュアオールスターズ21） - 『映画 プリキュアオールスターズDX3 未来にとどけ! 世界をつなぐ☆虹色の花』エンディングテーマ
- こどものうた だいすきっズそんぐ 〜マル・マル・モリ・モリ!〜（2011年11月23日 / 日本コロムビア）
  - Disk1-03)キッチンオーケストラ[注 8]（with高橋秀幸）
  - Disk1-19)サンキュ！はI LOVE YOU - 『クプ〜!!まめゴマ!』オープニングテーマ
  - Disk2-19)クラッパラ![注 9]（withヤング・フレッシュ）
  - Disk3-23)スマイル[注 7]（withヤング・フレッシュ）
- ちゃおちゃおTV!缶 ☆キラキラコレクションBOX☆（2011年12月21日 / 日本コロムビア）
  - 01)MOTTE NOTTE GET YOU! - ちゃおちゃおTV!アニメ「姫ギャル♥パラダイス」オープニングテーマ
- こどものうた 〜バスターズ レディーゴー！・Let's go!スマイルプリキュア！〜（2012年5月23日 / 日本コロムビア）
  - Disk1-04)ねこ ときどき らいおん[注 8]（with竹内浩明）
- みんなで歌おうプリキュアパーティー!（2016年9月28日 / マーベラス）
  - 03)ハッピーバースデーLOVE（with五條真由美）
- キラキラ☆プリキュアアラモード ボーカルアルバム キュアラモード☆アラカルト（2017年7月26日 / マーベラス）
  - 06)ノワール・デコレーション 〜黒い塗り絵〜
- キラキラ☆プリキュアアラモード ボーカルアルバム2 苺坂物語（2017年11月29日 / マーベラス）
  - 10)We're KIRA Party!!
- HUGっと!プリキュア ボーカルアルバム パワフル♥エール（2018年7月4日 / マーベラス）
  - 01)We can!! HUGっと!プリキュア（ロング・イントロ・バージョン）
- HUGっと!プリキュア ベストアルバム Cheerful Songs Best（2018年7月4日 / マーベラス）
  - 01)We can!! HUGっと!プリキュア（Long Intro ver.）
  - 03)リワインドメモリー（Kanako Miyamoto Ver.）
- スター☆トゥインクルプリキュア イメージソングファイル（2019年8月21日 / マーベラス）
  - 08)TO BE LOVE〜扉〜（with吉武千颯）
- ヒーリングっど♥プリキュア ボーカルアルバム 〜Voice of life〜（2020年7月8日 / マーベラス）
  - 06)かえりたい場所（with北川理恵）

#### ドラマCD
- はちみつカフェ ドラマCD
  - 01)KISS&GO! - ドラマCD『はちみつカフェ』オープニングテーマ
  - 06)ハピネスフレイバ - ドラマCD『はちみつカフェ』エンディングテーマ

### キャラクターソング・企画CD
| 発売日   | タイトル                                                      | 名義                                                                                                | 楽曲 | タイアップ                                                                                   |        |        |
| 2012年   | 2012年                                                        | 2012年                                                                                              | 2012年 | 2012年                                                                                       | 2012年 | 2012年 |
| -------- | ------------------------------------------------------------- | --------------------------------------------------------------------------------------------------- | --- | -------------------------------------------------------------------------------------------- | ------ | ------ |
| 12月19日 | 探検ドリランド キャラクターソング&ミュージック I              | ミコト（宮本佳那子）                                                                                | 「Wing」 | テレビアニメ『探検ドリランド』キャラクターソング                                             |        |        |
| 2013年   |                                                               | | |                                                                                              |        |        |
| 2月27日  | girl meets DEADLINE                                           | M@N☆GIRL!                                                                                           | 「girl meets DEADLINE」 | テレビアニメ『まんがーる!』主題歌                                                            |        |        |
| 2月27日  | girl meets DEADLINE                                           | M@N☆GIRL!                                                                                           | 「毎日☆まんがーる!」 | テレビアニメ『まんがーる!』エンディングテーマ                                                |        |        |
| 5月29日  | ドキドキ!プリキュア キャラクターアルバム 〜SONGBIRD〜         | キュアソード / 剣崎真琴（宮本佳那子）                                                               | 「〜SONGBIRD〜」 「勇気の花」 「HOLY SWORD〜勇気はキズナ〜」 「星空の帰り道」 「Missing Piece」 「笑顔のプレゼント」 「夢見るリグレット」 「こころをこめて」 | テレビアニメ『ドキドキ!プリキュア』キャラクターソング                                        |        |        |
| 7月17日  | ドキドキ!プリキュア ボーカルアルバム1 Jump up, GIRLS!         | キュアソード（宮本佳那子）                                                                          | 「左胸Jewel」 | テレビアニメ『ドキドキ!プリキュア』キャラクターソング                                        |        |        |
| 9月14日  | ラブリンク                                                    | 吉田仁美・黒沢ともよ with ドキドキ!プリキュア（生天目仁美、寿美菜子、渕上舞、宮本佳那子、釘宮理恵） | 「この空の向こう〜ドキドキ!プリキュアといっしょ〜」 | テレビアニメ『ドキドキ!プリキュア』エンディングテーマカバー版                                |        |        |
| 10月23日 | たからもの                                                    | 剣崎真琴（宮本佳那子）、円亜久里（釘宮理恵）                                                        | 「未来のありか」 | 劇場アニメ『映画 ドキドキ!プリキュア マナ結婚!!?未来につなぐ希望のドレス』キャラクターソング |        |        |
| 11月6日  | ドキドキ!プリキュア ボーカルアルバム2 〜100%プリキュアDAYS☆〜 | キュアソード（宮本佳那子）                                                                          | 「dance at dawn」 | テレビアニメ『ドキドキ!プリキュア』キャラクターソング                                        |        |        |
| 11月20日 | Go ahead! 〜SSR〜                                             | 高橋秀幸 and さくら with メッキ（柳原哲也）& シャッキ（宮本佳那子）                                 | 「Go ahead! 〜SSR〜」 | テレビアニメ『探検ドリランド -1000年の真宝-』主題歌                                          |        |        |
| 2014年   |                                                               | | |                                                                                              |        |        |
| 1月15日  | ドキドキ!プリキュア ボーカルベスト                            | キュアソード（宮本佳那子）                                                                          | 「左胸Jewel」 | テレビアニメ『ドキドキ！プリキュア』キャラクターソング                                       |        |        |
| 1月15日  | ドキドキ!プリキュア ボーカルベスト                            | 宮本佳那子（キュアソード/剣崎真琴）                                                                 | 「〜SONGBIRD〜」 | テレビアニメ『ドキドキ！プリキュア』キャラクターソング                                       |        |        |
| 1月15日  | ドキドキ!プリキュア ボーカルベスト                            | 五條真由美、うちやえゆか、工藤真由、宮本佳那子、茂家瑞季、林ももこ、池田彩、吉田仁美、黒沢ともよ    | 「プリキュアメドレー2013（Full Version）」 | テレビアニメ『ドキドキ！プリキュア』キャラクターソング                                       |        |        |
| 5月28日  | ロボットガールズZ ソングアルバム2                             | グロッサムX2（宮本佳那子）                                                                          | 「チョキンとLet's GO!」 | テレビアニメ『ロボットガールズZ』キャラクターソング                                          |        |        |

### ネット配信
- テレビ神奈川『キッズ劇場!!』主題歌（2010年8月7日 / 日本コロムビア）
  - 01)A・B・C - 『キッズ劇場!!』『キッズ劇場Neo』『キッズ劇場ピース』オープニングテーマ
- NHK BSプレミアム『ワラッチャオ!』
  - カレーにんじゃ[65]

## ライブ

### 合同ライブ
| 出演日              | タイトル                            | 会場         |
| ------------------- | ----------------------------------- | ------------ |
| 2024年1月20日・21日 | 全プリキュア 20th Anniversary LIVE! | 横浜アリーナ |

## 参加作品
- 映画 Go!プリンセスプリキュア Go!Go!!豪華3本立て!!! キュアフローラといたずらかがみ（演技協力）